# Лантратовка (Луганская область)
Лантратовка (укр. Лантратівка) — село, относится к Троицкому району Луганской области Украины.
Почтовый индекс — 92114. Телефонный код — 6456. Занимает площадь 33,8 км². Код КОАТУУ — 4425482501.

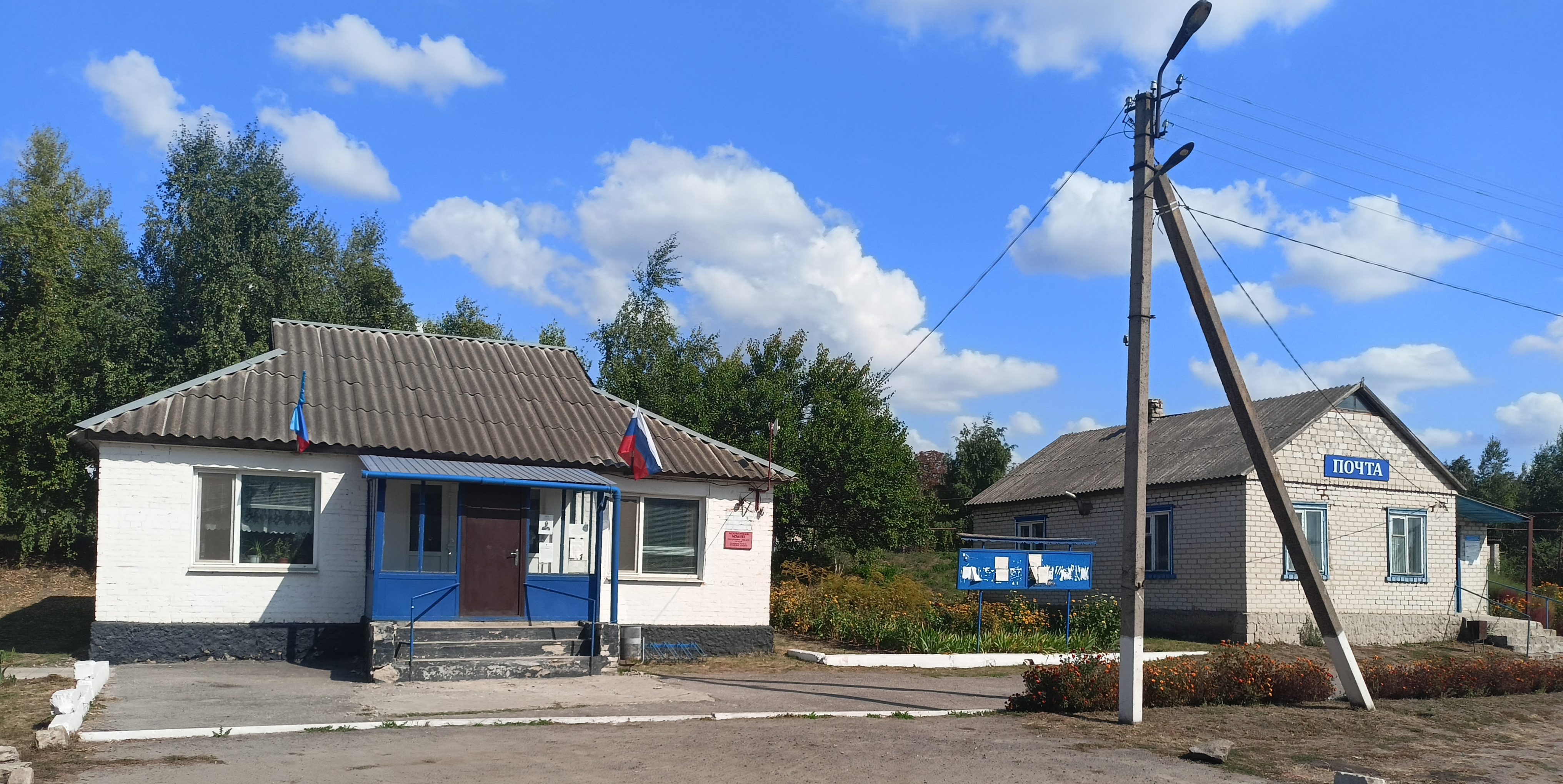

## Население
Население по переписи 2001 года составляло 1268 человек.

### Известные люди
- В селе родилась Мурзай, Галина Николаевна (род. 1943) — советская и украинская певица-вокалистка (народное пение).

## Факты
Также имеется пункт таможенного контроля и осмотра пассажирских и грузовых поездов. Отдел Луганской таможни. Совершается проезд в Россию.